# Ếch băng
Ếch băng, tên khoa học Amietia vertebralis, là một loài ếch trong họ Ranidae. Chúng được tìm thấy ở Lesotho và Natal, các dãy núi Drakensberg và Witteberg. Môi trường sinh sống tự nhiên giới hạn ở thảo nguyên nguyên sơ, thoáng mát cỏ và sông giữa độ cao 1.500 và 3.300m trên mực nước biển.
Chúng có bộ da màu nâu sẫm với một làn da nhiều nốt sần nhỏ. Nòng nọc của chúng từng được nhìn thấy bơi dưới lớp băng và đôi khi cũng được đóng trong lớp băng mỏng.
Ếch băng là loài ếch tương đối lớn với chiều dài từ mũi để đít 6 inch (150mm) và 14 inch (350mm từ mũi đến ngón chân, chiều rộng lớn nhất của đầu là 2 ¼ inch (55mm).
Mặc dù phạm vi phân bố bị giới hạn, ếch băng là loài phong phú trong môi trường sống tự nhiên và không được coi là nguy cơ giảm số lượng.